# Bernardo Barbaro
Bernardo Barbaro (Venezia, 1687 – dopo 1779) è stato un nobile, politico e poeta italiano.

## Biografia
Patrizio veneziano della storica famiglia dei  Barbaro. Fu Podestà di Oderzo (1729-1730), di Piove di Sacco, di Portogruaro e di Merano e anche  poeta vernacolare arguto e spiritoso ricordato nei suoi canti da Carlo Innocenzo Frugoni. Sposò Elisabetta Lucchini da cui ebbe la poetessa Cornelia Barbaro Gritti . Da una "donna non nobile" ebbe anche il poeta Angelo Maria Barbaro 